# István-lápai-barlang
Az István-lápai-barlang Magyarország fokozottan védett barlangjai közül az egyik. Magyarország második legmélyebb és második legnagyobb függőleges kiterjedésű barlangja a Bányász-barlang után. A Bükki Nemzeti Park területén található. A Bükk-vidék leghosszabb és az ország ötödik leghosszabb barlangja. Hazánk leghosszabb különálló barlangja, tehát nem egy több barlang összekötésével létrehozott barlangrendszer része, de valószínűleg a legnagyobb bükk-vidéki barlangrendszerhez tartozik. Magyarország legmélyebb és negyedik leghosszabb barlangja is volt.

## Leírás
A bükk-fennsíki Nagy-fennsíkon, Lillafüred közelében, egy töbör alján lévő sziklakibúvásban van a bejárata. A terméskővel körbeépített bejárat le van zárva egy acéllemez ajtóval. A barlang összes járata a bejárattól északra található. A barlang bejárata a barlang legmagasabban lévő pontja. A bejárati szakasza körülbelül 12 méter mélységig ki van betonozva biztonsági okból.
Triász ladin-karni mészkőben keletkezett a barlang. Tektonikus törésvonalak mentén, a víz korróziós és eróziós hatására jött létre. Többszintes, patakos, jelenleg is fejlődő barlang. A lépcsőzetesen mélyülő, 205 méter mély, néhány helyen fix létrákkal kiépített aknarendszer után, 200 méternél nagyobb mélységben egy tágas és vízszintes kiterjedésű barlangrész helyezkedik el, amelynek mindkét végén szifon teszi nehézzé a továbbjutást. A vízszintes kiterjedésű rész a Fő-ág, amelyben időnként patak található. A meanderező patakmederben örvényüstök alakultak ki.
A Fő-ág felett nagy kiterjedésű kürtőrendszerek, emeleti és szifonkerülő járatok találhatók. A Nyugati-ág végpontjain érkezik meg a barlangba a víz és a Keleti-ág alsó szintjén hagyja el a barlangot. A barlangban különböző alakú és színű cseppkőképződmények figyelhetők meg, például nagy méretű cseppkőlefolyások, függőcseppkövek, állócseppkövek, cseppkőoszlopok, szalmacseppkövek, cseppkőzászlók, cseppkőlécek, cseppkődobok, heliktitek, cseppkőmedencék és barlangi gyöngyök, de borsókövek, ujjbegykarrok, hullámkagylók, kannelúrák, evorziós üstök, gömbfülkék és gömbüstök is kialakultak benne.
Sok fennsíki víznyelővel van hidrológiai kapcsolata a hidrológiai vizsgálatok alapján. Valószínűleg az Ikertebri-víznyelőbarlangon, a Kis-mogyorós-víznyelőbarlangon, a Speizi-barlangon, az Egyetem-tebri-víznyelőbarlangon és a Szepesi–Láner-barlangrendszeren keresztül érkezik a Fő-ágba befolyó víz. A barlangban elfolyó vizek az Anna-forrásban, a Soltész-kerti-forrásban, a Szent György-forrásban és a Tavi-forrásban kimutathatók. Feltételezhető, hogy egy barlangrendszerhez tartozik, amely barlangrendszer lehet, hogy a legnagyobb a Bükk-vidéken.
A barlang hossza 8700 méter, a mélysége 254 méter, a magassága 0 méter, a függőleges kiterjedése 254 méter, a nyugat-kelet irányú vízszintes kiterjedése 670 méter és az észak-dél irányú vízszintes kiterjedése 329 méter. A legmélyebb pontja a Nyugati-ág végén található, vízzel kitöltött 4-es szifonban, körülbelül 20 méterre a víz felszíne alatt van. A Csiga nevű járat 155 méter mélyen kezdődik és 20 méter hosszú. A bejárásához a Bükki Nemzeti Park Igazgatóság engedélye, kötéltechnikai eszközök alkalmazása és jó fizikai erőnlét kell.
A barlang bejáratához közel van az Ifjúsági-zsomboly bejárata. A barlang járatainak a közelében, de a bejárattól távol található az Egyetem-tebri-víznyelőbarlang, a Háromfejű-emberdenevér-barlang, a Szalamandrás-lyuk és a Sziklás-tebri-barlang. Hazánk ötödik leghosszabb barlangja a Pál-völgyi-barlangrendszer, a Baradla–Domica-barlangrendszer, az Ariadne-barlangrendszer és a Tapolcai-barlangrendszer után.
1976-ban volt először István-lápai-barlangnak nevezve a barlang az irodalmában. Előfordul a barlang az irodalmában István-barlangi-zsomboly (Nyerges 2003), István-lápa Cave (Kordos 1977), István-lápai-víznyelő (Nyerges 2003), István-lápai-víznyelőbarlang (Nyerges 2003), Istvánlápai víznyelőbarlang (Kordos 1984), István-lápai-zsomboly (Nyerges 2003) (a Király Lajos-zsombolynak is az egyik neve az István-lápai-zsomboly), Istvánlápai zsomboly (Kordos 1984), István-zsomboly (Nyerges 2003) (ez a név a Király Lajos-zsombolynak is az egyik neve), Mogyorós-lyuk (Kordos 1984) és Szent István-lápai aknabarlang (Nyerges 2003) neveken is.

## Kutatástörténet
1958 nyarán kezdték el a barlangbejárat időszakosan aktív víznyelőjét bontani a Herman Ottó Barlangkutató Csoport barlangkutatói. 1964 szeptemberében jutottak be 13 méter vastag kitöltés eltávolítása után a barlangba a Gyenge Lajos és Kovács János által vezetett csoporttagok. 70 méter mélységig tudták bejárni ekkor. A továbbjutást az akadályozta meg, hogy nem volt elég hágcsójuk. 1964. októberben 150 méter mélyre jutottak a barlangban. 1964. december 13-án jutottak el egy eltömődött rész kibontása után a vízszintes főágig, amely 200 méternél mélyebben helyezkedik el. Ezután kezdődött el a főág bejárása, feltárása és a barlang felmérése.
1970 végén a 2000 m hosszú és 220 m mély barlang Magyarország 8. leghosszabb és második legmélyebb barlangja. 1972-ben az NME TDK Karszthidrológiai Szakcsoport készítette el a barlangban lévő Nyugati-ág Kelemen Zoltán által rajzolt alaprajz térképét és keresztmetszet térképeit. 1973-ban a szakcsoport felmérte a barlangot, majd a felmérés felhasználásával elkészült a barlang vízszintes vetület térképe keresztmetszetekkel, valamint K-Ny-i kiterített metszet térképe. 1976-ban vált országos jelentőségű barlanggá az 5300-as (Bükk) barlangkataszteri területen lévő, miskolci István-lápai-barlang. Ebben az évben Czakó László, az MHSZ Debreceni Könnyűbúvár Klub Barlangkutató Csoportjának tagja a barlang egyik végpontján, a Nyugati-ág végén található 4-es szifonban búvármerülést hajtott végre és egy 30 méter hosszú, 15 méter mély víz alatti járatba úszott be. A járatban 245 méter mélyen egy hordalékkal eltömődött rész akadályozta meg az úszást és ez lett a víz alatti végpontja a barlangnak.
Az 1976-ban összeállított, országos jelentőségű barlangok listájában lévő barlangnevek pontosítása után, 1977. május 30-án összeállított, országos jelentőségű barlangok listáján rajta van a Bükk hegységben, Miskolcon található barlang Istán-lápai-barlang néven. Az 1977-ben megjelent Bükk útikalauz szerint a barlang kb. 240 m mély és kb. 2000 m hosszú. Az 1977. évi Karszt és Barlang angol nyelvű különszámában megjelent, The longest and deepest caves of Hungary (December 31, 1975) című közleményből megtudható, hogy a Bükk hegységben fekvő, 2940 m hosszú, 240 m mély István-lápa Cave 1975. december 31-én Magyarország 5. leghosszabb és 2. legmélyebb barlangja. Az 1977. december 31-i állapot szerint (MKBT Meghívó 1978. május) a Bükk hegységben lévő, 242,5 m mély és kb. 950 m hosszú István-lápai-barlang az ország 2. legmélyebb és 17. leghosszabb barlangja.
Az 1977. évi Karszt és Barlangban megjelent összeállítás alapján, 1977. december 31-én Magyarország 18. leghosszabb barlangja a Bükk hegységben elhelyezkedő, 1977. december 31-én kb. 950 m hosszú, 1976-ban és 1975-ben pedig kb. 2940 m hosszú István-lápai-barlang. Az összeállítás szerint, 1977. december 31-én Magyarország 2. legmélyebb barlangja a Bükk hegységben elhelyezkedő, 1977. december 31-én 242,5 m mély, 1976-ban és 1975-ben pedig 240 m mély István-lápai-barlang. Ez az összeállítás naprakészebb az 1978. májusi MKBT Meghívóban publikált listánál. 1977–1978-ban lett lezárva a barlangbejárat és a bejárati akna kb. 15 m mélységig járhatóbbá lett téve robbantásokkal. Az 1978. márciusi MKBT Meghívóban a Marcel Loubens Barlangkutató Szakcsoport közölte a tulajdonában lévő térkép alapján a barlang méretét. A közlemény szerint 1973-ban 950 m hosszú és 242,5 m mély.
Az 1979-ben kiadott, Barlangok a Bükkben című könyvben szó van arról, hogy a Szepesi-barlang és az István-lápai-barlang vonalában helyezkedik el az Egyetem-tebri-víznyelőbarlang. Elképzelhető, hogy ez utóbbin keresztül sikerül összekötni a Szepesi-barlangot és az István-lápai-barlangot. A Király Lajos-zsomboly és a Szent István-kőfülke felett, már a fennsíkon van az István-lápai-barlang bejárata. Nagy súlytámfal védi a barlang bejáratát. Vaslétrás aknarendszere a szintes ághoz 211 m felszín alatti mélységben kapcsolódik. A Keleti-ág egész évben járható, de a Nyugati-ág csak az év kis részében, mert gyakran megtelik vízzel az I. szifon.
Komoly feladat a Keleti-ág hatalmas aknáinak bejárása, amelyeknek aljairól még felméretlen járatok indulnak. Itt van a barlang eddig mért legmélyebb pontja. Ez a felszín alatt 238 m-re található. A Nyugati-ágból mindig bejárható a hatalmas sziklatömbökkel tarkított, 80 m hosszú terem, amelynek több ezer m²-es vetősík van az É-i oldalán. Kb. 30 m mélységig bejárt iszapkürtő kezdődik alatta. Az evorziós üstök, a holdbéli tájra emlékeztető oldott formák és a hullámkagylós falak a szintes ág gyönyörű képződményei. A fekete az uralkodó szín, és ezt az egyhangúságot csak ritkán töri meg egy-egy tündöklő, vörös-fehér-sárga cseppkőlefolyás.
A barlang végét egy önmaga alá visszakanyarodó, gigantikus, 70 m hosszú, csak kötélbiztosítással járható szifon alkotja. Mindig van víz az alján. Mérésünkkor (1973. november) rámértünk a vízszintre, de helyét nem jelöltük be. A debreceni búvár barlangkutatók a szifonban kb. 20 m-re jutottak le, de az alját nem érték el. Ezért valószínűleg 250 m felszín alatti mélységben lehet a szifon alja. A barlang feltérképezett hossza 1650 m, de az ismert, még felméretlen részek nagyon megnövelhetik a barlang hosszát és talán a mélységét is. A kiadványban publikálva lett a barlang K–Ny-i kiterített metszettérképe. A könyvhöz mellékelt, a Bükk hegység barlangokban leggazdagabb területét bemutató térképen látható a 129-es számmal jelölt barlang földrajzi elhelyezkedése.
Az 1980-as években Nagymihály Zoltán és Szenthe István vezetésével elkezdték kimászni kürtőit. Ekkor fedezték fel a Sárkányfal nevű részt, a Bea-ágat és a Keleti-ág többszintes felső részét. A Fő-ágig levezető aknarendszerbe létrákat, a szifonkerülő járatokba és kürtőkbe több száz méter hosszan köteleket építettek be. Az 1980. évi Karszt és Barlang 1. félévi számában publikálva lett, hogy a kiemelt jelentőségű István-lápai-barlang az 5300-as barlangkataszteri területen (Bükk hegység) helyezkedik el. A barlangnak 5372/6. a barlangkataszteri száma. Az MKBT Dokumentációs Bizottsága a helyszínen el fogja helyezni, a többi kiemelt jelentőségű barlanghoz hasonlóan, a barlang fémlapba ütött barlangkataszteri számát. A barlangkataszteri szám beütéséhez alapul szolgáló fémlap ugyanolyan lesz mint a többi kiemelt jelentőségű barlang fémlapja.
1981. december 31-én Magyarországon a 2. legmélyebb barlang volt a 240 m mély barlang. 1982-ben a Miskolci Nehézipari Műszaki Egyetem Tudományos Diákköri Karszthidrológiai Szakcsoportjának volt kutatási engedélye a barlang kutatásához. 1982. július 1-től az Országos Környezet- és Természetvédelmi Hivatal elnökének 1/1982. (III. 15.) OKTH számú rendelkezése (1. §. és 3. §., illetve 5. sz. melléklet) értelmében a Bükk hegységben lévő István-lápai-barlang fokozottan védett barlang. Fokozottan védett barlang kiterjedése, képződményei, járatainak változatos formái és hidrológiai fontossága miatt lett. Az 1982. szeptember–októberi MKBT Műsorfüzetben meg van említve, hogy a Bükk hegységben található István-lápai-barlang fokozottan védett barlang. A felsorolásban a barlangnevek az MKBT által jóváhagyott és használt helyesírás szerint, javított formában lettek közölve.
1983-ban a Pannónia Barlangkutató Csoport három tagja, Szabó Gyula, Kulcsár Pál és Kertész János a Keleti-ágban kb. 100 m hosszú részt fedezett fel és az új szakaszról Szabó Gyula térképvázlatot készített. Később a felfedezett részt 30 m hosszúnak írta le Szenthe István. Az 1984-ben kiadott Magyarország barlangjai című könyv szerint az 1960-as évek egyik jelentős hazai barlangfeltárása volt az 1964-ben történt lejutás a barlang mélypontjára, azaz 242 méter mélyre. A könyvben részletesen le van írva. A kiadvány országos barlanglistájában szerepel a Bükk hegységben lévő barlang István-lápai-barlang néven Mogyorós-lyuk, Istvánlápai zsomboly és Istvánlápai víznyelőbarlang névváltozatokkal. A listához kapcsolódóan látható az Aggteleki-karszt és a Bükk hegység barlangjainak földrajzi elhelyezkedését bemutató 1:500 000-es méretarányú térképen a barlang földrajzi elhelyezkedése.
Az 1987. december 31-i állapot alapján Magyarország 6. leghosszabb barlangja az 5372/6 barlangkataszteri számú és 4100 m hosszú István-lápai-barlang. Az összeállítás szerint az 1977. évi Karszt és Barlangban közölt hosszúsági listában a barlang 2940 m hosszú. Nagymihály Z. 1987. márciusi szóbeli közlése, hogy a barlang 4100 m hosszú. Az 1987. december 31-i állapot alapján Magyarország legnagyobb függőleges kiterjedésű barlangja az 5372/6 barlangkataszteri számú és 250 m függőleges kiterjedésű István-lápai-barlang. Az összeállítás szerint az 1977. évi Karszt és Barlangban közölt mélységi listában a barlang 242,5 m mély. Nagymihály Z. 1987. márciusi szóbeli közlése, hogy a barlang 250 m függőleges kiterjedésű.
1988-ban Nyerges Attila rajzolta meg a Keleti-ág alsó szakaszának és a Keleti-ág felső részének térképvázlatát. 1979-től 1989-ig készült a barlang Szenthe-Nagymihály-féle felmérése. A felmérés felhasználásával 1989-ben lett megrajzolva a barlang alaprajz térképe és alaprajz árnyéktérképe. 1989. november 25-én Nyerges Attila rajzolta meg a Bea-ág egy részének térképvázlatát. Az 1989. évi Karszt és Barlangban publikált, Topál György által írt tanulmányban meg van említve, hogy az MKBT 1985-ben kijelölt 20 barlangot és a társulat ajánlotta a munkában önkéntesen résztvevőknek, hogy legyen ezekben évente elvileg egy-egy téli és nyári denevérszámlálás. A kijelölt barlangok közül 1988-ig pl. az István-lápai-barlangban történt denevér-megfigyelés. A folyóirat 1989. évi különszámában napvilágot látott ennek a tanulmánynak az angol nyelvű változata. Ebben a tanulmányban István-lápa Cave a barlang neve.
Az 1989. évi Karszt és Barlangban lévő, Magyarország barlangjai című összeállításban szó van arról, hogy a Létrás-tetői-barlangtól kb. 1 km-re van az István-lápai-barlang bejárata. Az István-lápai-barlang egy időszakos víznyelő megbontásával, 1964-ben lett feltárva. A 250 m mély és 4100 m hosszú barlang Magyarország legmélyebb és a Bükk hegység leghosszabb barlangja. Lépcsőzetes aknasora 200 m-t meghaladó mélységben kapcsolódik a vízszintes és tág járathoz. Ennek aktív vízvezető Ny-i barlangágát nagy, majdnem egész évben vízzel teli szifonok tagolják. Patakmedrének jellegzetességei a szépen fejlett evorziós üstök. A K-i barlangág leginkább egy inaktív, felső szintből áll, amely egy mély aknán át kapcsolódik a szifonnal záródó, vizes járathoz. A publikációban lévő 3. ábrán (Bükk hegység térkép) be van mutatva a barlang földrajzi elhelyezkedése.
A folyóirat 1989. évi különszámában napvilágot látott ennek az utóbbi tanulmánynak az angol nyelvű változata (The caves of Hungary). Ebben a tanulmányban István-lápa Cave a barlang neve. Az angol nyelvű tanulmányhoz mellékelve megjelent egy olyan lista, amelyben Magyarország leghosszabb, és egy olyan lista, amelyben Magyarország legmélyebb barlangjai vannak felsorolva. A két felsorolás szerint a Bükk hegységben fekvő, 4100 m hosszú és 250 m mély István-lápai-barlang (István-lápa Cave) 1988-ban Magyarország legmélyebb és 6. leghosszabb barlangja. (1977-ben a barlang 2940 m hosszú és 243 m mély volt.)
1989-től 1991-ig végezték el a bejárati akna 12 m mélységig betonnal történő biztosítását. 1990-ben a Myotis Barlangkutató Csoport hidrológiai megfigyeléseket végzett benne és a Keleti-ág száraz végpontját elkezdte bontani. A 4 m széles agyagszifonban 7 m mélyre jutott. 1991. január 5-én a Keleti-ág alsó részéről készült kiterített hosszmetszet munkatérkép. 1991-ben a Myotis Barlangkutató Csoport hidrológiai megfigyeléseket és karbantartási munkákat végzett a barlangban. 1992-ben Magyarország legmélyebb barlangja lett, mert az addig listavezető Vecsembükki-zsombolyt pontosan felmérték és az addig 245 m mély Vecsembükki-zsombolyról megállapították, hogy 236 m mély. 1995 decemberében le lett zárva bejárata a Bükki Nemzeti Park Igazgatóság megbízásából és ekkor a bejáratnál engedély nélkül épült, rossz állapotú faház is elbontásra került. 1996-ban új létrák lettek beszerelve a régiek helyére a bejárati aknasorban.
1998 januárjában Szabó Zoltán rajzolta meg a Nyugati-ág 4. szifonjának alaprajz térképvázlatát és az 1997. december 30-án feltárt barlangszakasz alaprajz térképvázlatát. 1998-ban a Plózer István Víz alatti Barlangkutató Szakosztály több csoport tagjaival együtt a Keleti-ág Sóder-szifonja mögött kb. 100 m hosszú, száraz járatot fedezett fel és a Nyugati-ág 4-es szifonjában 20 m mélységet ért el. A barlang mélysége ekkor 253 m lett. 1998. május 14-től a környezetvédelmi és területfejlesztési miniszter 13/1998. (V. 6.) KTM rendelete szerint a Bükki Nemzeti Park Igazgatóság illetékességi területén, a Bükk hegységben található István-lápai-barlang az igazgatóság engedélyével látogatható. 2001. május 17-től a környezetvédelmi miniszter 13/2001. (V. 9.) KöM rendeletének értelmében a Bükk hegység területén lévő István-lápai-barlang fokozottan védett barlang. Egyidejűleg a fokozottan védett barlangok körének megállapításáról szóló 1/1982. (III. 15.) OKTH rendelkezés hatályát veszti.
2001-ben és 2002-ben fel lett mérve a bejárati aknarendszer és a felmérés alapján Szabó Zoltán 2002 júliusában hossz-szelvény térképet szerkesztett a bejárati aknarendszerről. A felmérésben a BAKART, a BEAC és a Pizolit Barlangkutató Sportegyesület tagjai vettek részt. A KÖM Barlangtani Osztály támogatta a felmérést. 2002-ben 17 alaprajz és 14 hosszmetszet térképlap készült, amelyek a barlangbejárattól a bivakig terjedő szakaszt ábrázolják. Ekkor a Kalapácsos-ágról alaprajz térkép és hosszmetszet térképlapok, a Keleti-ágról alaprajz és hosszmetszet térképlapok készültek. 2002-ben 4 mm vastag, lángálló lemezborítás került az ajtóra és meg lett növelve a denevérröptető, valamint a kezelőnyílás mérete.
A 2003-ban megjelent, Magyarország fokozottan védett barlangjai című könyvben lévő és Nyerges Attila által írt barlangismertetés táblázata alapján kb. 6000 m hosszú, a leírás alapján 6000 m-nél hosszabb, 253 m függőleges kiterjedésű, 670 m vízszintes kiterjedésű. A bejárati rész 12 m mélységig van kibetonozva, a Keleti-ágnál hosszabb Nyugati-ág kb. 3700 m hosszú, azaz 3200 m és kb. 500 m hosszú, valamint a Keleti-ág 1800 m hosszú, azaz 1500 m és kb. 300 m hosszú. A könyvben lévő, Egri Csaba és Nyerges Attila által készített hosszúsági lista szerint a Bükk hegységben lévő és 5372-6 barlangkataszteri számú István-lápai-barlang Magyarország 4. leghosszabb barlangja 2002-ben. A 2002-ben kb. 6000 m hosszú barlang 1977-ben 2940 m és 1987-ben 4100 m hosszú volt. A könyvben található, Egri Csaba és Nyerges Attila által készített mélységi lista szerint a Bükk hegységben lévő és 5372-6 barlangkataszteri számú István-lápai-barlang Magyarország legmélyebb barlangja 2002-ben. A 2002-ben kb. 253 m mély barlang 1977-ben 243 m és 1987-ben 250 m mély volt.
A 2005-ben kiadott, Magyar hegyisport és turista enciklopédia című kiadványban önálló szócikke van a barlangnak. A szócikk szerint az István-lápai-barlang Magyarország legmélyebb, fokozottan védett barlangja. A Bükk hegységben lévő Nagy-fennsíkon, 554 m tszf. magasságban van a bejárata. A kb. 6 km hosszú és 253 m mély barlang 1964-ben lett feltárva egy időszakosan aktív víznyelő megbontásával. A feltáró miskolci barlangkutatókat Gyenge Lajos vezette. A triász mészkőben keletkezett, lépcsőzetesen mélyülő aknasorhoz 200 m-nél nagyobb mélységben tág, szintes járat kapcsolódik, melynek mindkét végén szifon nehezíti a továbbjutást. A főág felett kiterjedt kürtőrendszerek, emeleti és szifonkerülő járatok helyezkednek el. A meanderező patakmederben szép örvényüstök, a falakon változatos formájú és színű cseppkőképződmények, hatalmas cseppkőlefolyások vannak. A barlang sok fennsíki víznyelővel kapcsolatban van a hidrológiai vizsgálatok alapján. Valószínűleg a Bükk hegységben lévő legnagyobb barlangrendszer része. A Bükki Nemzeti Park Igazgatóság engedélye, kötéltechnikai eszközök használata és nagyon jó erőnlét kell a lezárt barlang bejárásához.
A Czakó László által végzett kutatások egyik eredménye az István-lápai-barlang 4. szifonjának első beúszása. Gyenge Lajos szócikkében meg van említve, hogy Gyenge Lajos megszervezte a Herman Ottó Barlangkutató Csoportot 1962-ben, amellyel elkezdte feltárni az általa feltételezett nagy barlangrendszert az István-lápán. A sokak által reménytelennek gondolt, megerőltető munka eredménye 1964-ben született meg. Ekkor a kutatók bejutottak az István-lápai-barlangba, mely 253 m-es mélységével Magyarország legmélyebb barlangja. Kb. 6 km-es hosszával pedig a 4. helyet foglalja el a leghosszabbak között. A Herman Ottó Barlangkutató Csoport egyik legjelentősebb feltáró eredménye az István-lápai-barlang. Lukács László szócikkében meg van említve, hogy Lukács László sok barlangban végzett eredményes feltáró munkát, melyek közül kiemelkedik pl. az István-lápai-barlang új szakaszának felderítése. Taródi Péter szócikkében meg van említve, hogy Taródi Péter nevéhez új, az István-lápai-barlangban történt feltárások fűződnek.
2005. szeptember 1-től a környezetvédelmi és vízügyi miniszter 22/2005. (VIII. 31.) KvVM rendelete szerint a Bükki Nemzeti Park Igazgatóság működési területén, a Bükk hegységben található István-lápai-barlang a felügyelőség engedélyével látogatható. 2005. szeptember 1-től a környezetvédelmi és vízügyi miniszter 23/2005. (VIII. 31.) KvVM rendelete szerint a Bükk hegységben lévő István-lápai-barlang fokozottan védett barlang. 2007. március 8-tól a környezetvédelmi és vízügyi miniszter 3/2007. (I. 22.) KvVM rendelete szerint a Bükki Nemzeti Park Igazgatóság működési területén lévő Bükk hegységben elhelyezkedő István-lápai-barlang az igazgatóság engedélyével tekinthető meg. 2011-ben le lett cserélve az 1-es szifonkerülőben található drótkötélhíd és több mint száz méter hosszan a létrák.
2013. július 19-től a vidékfejlesztési miniszter 58/2013. (VII. 11.) VM rendelete szerint az István-lápai-barlang (Bükk hegység, Bükki Nemzeti Park Igazgatóság működési területe) az igazgatóság hozzájárulásával látogatható. 2014-ben a Bányász-barlang lett Magyarország legmélyebb barlangja és az István-lápai-barlang az ország második legmélyebb barlangjává vált. 2015-ben terméskővel körbeépített új bejárat lett építve a régi bejárat helyén. 2015. november 3-tól a földművelésügyi miniszter 66/2015. (X. 26.) FM rendelete szerint az István-lápai-barlang (Bükk hegység) fokozottan védett barlang. A 2017 novemberében megjelent Földalatti Magyarország Naptár 2018 áprilisi és szeptemberi oldalának fényképei a barlangban készültek. A két fényképet Berentés Ágnes készítette. 2021. május 10-től az agrárminiszter 17/2021. (IV. 9.) AM rendelete szerint az István-lápai-barlang (Bükk hegység, Bükki Nemzeti Park Igazgatóság működési területe) az igazgatóság engedélyével látogatható. A 13/1998. (V. 6.) KTM rendelet egyidejűleg hatályát veszti.

## További irodalom
- Czenthe Huba: A Bükk-hegység barlangjai. Kézirat (szakdolgozat) a KvVM Barlang- és Földtani Osztályon. Eger, 1965. 59. old.
- Dénes György: A világ leghosszabb és legmélyebb barlangjai. Turista, 1967. (13. évf.) december. 22. old.
- Hevesi Attila: Barlangkutatás a Bükk hegységben. Föld és Ég, 1968. (3.) 2. sz. 51–52. old.
- Juhász András: Újabban feltárt jelentősebb barlangok Borsodban. Természettudományi Közlöny, 1965. 10. sz. 472–473. old.
- Kraus Sándor: Barlangföldtan. I. Budapest, 1984.
- Kuchta Gyula: Néhány bükki zsomboly és víznyelőbarlang. Borsodi Földrajzi Évkönyv, 1958. (1.) Miskolc. 19–20. old.
- Lénárt László: Hidrogeológiai kirándulások a Bükkben. Tankönyvkiadó, Budapest, 1977. 145. old.
- Lénárt László – Szenthe István – Varga Csaba: Caves in the Bükk Mountains. (Field trip guide) – 10. Nemzetközi Szpeleológiai Kongresszus, 1989. 6–8. old.
- Sásdi László: A legmélyebb... Süni, 1994. (10. évf.) 2. sz. (február) 14–15. old.
- –: Mélységek kutatása. Turista, 1966. (12. évf.) 11. sz. 10. old.